# Eucalyptus saxicola
Eucalyptus saxicola är en myrtenväxtart som beskrevs av J.T. Hunter. Eucalyptus saxicola ingår i släktet Eucalyptus och familjen myrtenväxter. Inga underarter finns listade i Catalogue of Life.